# Stigmella childi
Stigmella childi là một loài bướm đêm thuộc họ Nepticulidae. Nó được tìm thấy ở New Zealand.
Chiều dài cánh trước khoảng 2 mm.
Ấu trùng ăn Celmisia haastii. Chúng ăn lá nơi chúng làm tổ.